# Bopparder Reich
Das Bopparder Reich war ein mittelalterliches Gemeinwesen, das vom 5. Jahrhundert bis in die Kurtrierische Zeit Bestand hatte.

## Geschichte

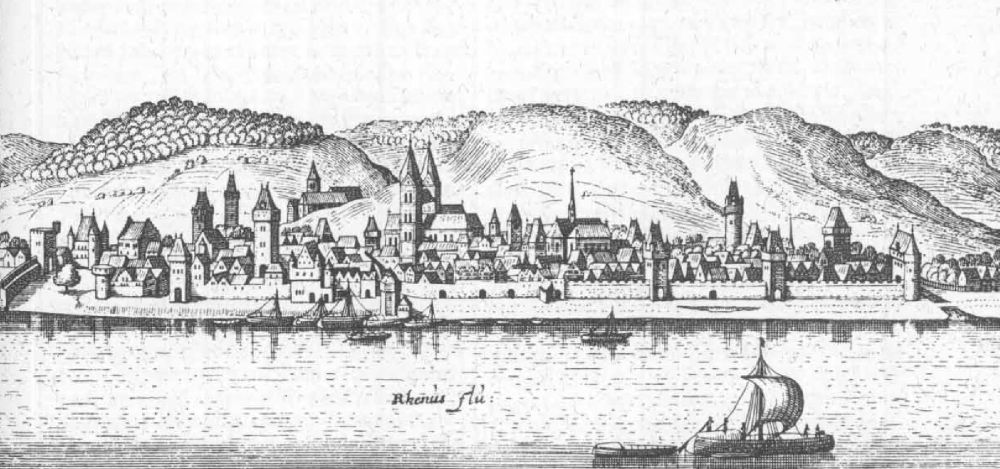
Stadtansicht nach Merian

Situationsplan im Bopparder Krieg

Im 5. Jahrhundert wurde aus dem früheren römischen Kastell Boppard ein merowingischer Königssitz, zu dem nicht nur der Fiskalbezirk, sondern auch die weitere Umgebung gehörte, insbesondere die riesigen Hunsrückwaldungen. Das Bopparder Reich gilt somit als kontinuierliche Fortsetzung des römischen Staatsfiskus zum fränkisch-deutschen Krongut.
Als königlicher Fiskus wird Boppard erstmals 814 erwähnt. Das urkundliche Erscheinen erst in der Karolingerzeit mag damit zusammenhängen, dass sich unter den Merowingern das politische Leben des Frankenreiches im Wesentlichen zwischen Paris und Soissons abgespielt hat und sich nun aus der „merowingischen Randlandschaft“ die „karolingische Kernlandschaft“ ausbildete. Der Fiskus gehörte wohl seit Anfang des 9. Jahrhunderts zum Amtsbereich (ducatus) des altfränkischen Herzoggeschlechts der Konradiner, die spätestens im Jahre 810 mit Graf Udo von Orléans als Herzöge in Rheinfranken, Hessen und Sachsen (castellum Hobuki an der Elbe) unter dem fränkischen Hochadel (primates Francorum) hervortraten und mit König Konrad I. (911–918) die ostfränkischen Karolinger im späteren römisch-deutschen Königtum ablösten. Unter der Oberherrschaft (procuratores regis) der Konradinerherzöge wurde in Boppard eine vermutlich schon in der Zeit des merowingischen Königssitzes bestehende königliche Verwaltung (Aulicus regia) wiederbelebt, die dann wahrscheinlich von Herzog Konrad dem Älteren (†906) und dessen gleichnamigem Sohn (den späteren König Konrad I) mit dem Stift St. Serverus in Weilburg, St. Goar und Koblenz vereinigt wurde. Ferdinand Pauly ("Das Erzbistum Trier") konnte nachweisen, dass die während der Amtszeit des (Konradiner) Bischofs Burchard von Worms (1000–1025) erfolgten Interventionen zu Gunsten der St. Serverus-Stifte auf die Gründung König Konrad I. zurückzuführen sind, die jener bereits als Graf (um 901) und Herzog (906 dux Francorum) – als der von seinem Vater (dem Reichsregenten) eingesetzte königliche Statthalter (procurator regis) – initiiert haben dürfte und dann seinerseits als deutscher König an seine eigene (St. Walburgis)-Stiftung Weilburg übertragen hatte.
Die Bedeutung des Bopparder Fiskus lag lange Zeit auf agrarwirtschaftlichem Gebiet, vor allem auf dem Weinbau (siehe auch Bopparder Hamm). In der Salierzeit wurde dann der Rhein und auch Boppard für Handel und Verkehr wichtig. Unter Kaiser Heinrich IV. erhielt die Stadt Marktrecht und einen Zoll, Münzstätte war sie schon unter den Merowingern gewesen. Unter den Staufern bildeten der Bopparder und Oberweseler Fiskus eine Einheit, aus der Mitte des 13. Jahrhunderts die Prokuration Mittelrhein wurde. Nun erhielt der Fiskus einen vorwiegend militärischen Charakter, er diente vornehmlich der Beherrschung des Rhein-Mosel-Dreiecks. In dieser Zeit gründete Kaiser Barbarossa das Kloster Peternach, später Jakobsbergerhof. Aus dieser Glanzzeit Boppards stammt das Stadtsiegel von 1236, das Boppard voller Stolz freie Stadt des Reiches nennt.
König Heinrich VII. verpfändete 1312 den Bopparder und Oberweseler Fiskus an seinen Bruder Balduin von Luxemburg, den Erzbischof von Trier, für die ihm auf seinem Romzug geleistete Hilfe. Ihm wurden dazu der dem Reich vorbehaltene Bopparder Zoll sowie die Münze und die Gerichtsbarkeit in den meisten Orten des Bopparder Reiches übertragen. Damit war nahezu das gesamte Gebiet des Bopparder Fiskus der Hoheit des Erzstifts unterstellt. Obwohl die Bürger sich wehrten, unterwarf sich die Stadt 1327. Zwar versuchten die Bürger, an der Spitze der Adel, die ehemalige Reichsunmittelbarkeit zurückzuerlangen, aber alle Versuche blieben erfolglos. Der letzte Versuch fand 1497 statt. Er ist als Bopparder Krieg bekannt geworden.

## Ausdehnung
Ursprünglich bildete die Südgrenze des Bopparder Reiches der Gründelbach bei St. Goar, später reichte sie nur noch bis zur Weilerbach, als die Salier die Propstei Hirzenach gründeten. Die Grenze verlief dann westlich von Wellmich entlang dem Reichelsteinbach bis etwa Büchelborn, bog nach Westen ab und folgte dem Dinkholderbach bis zu seiner Mündung in den Rhein gegenüber von Spay. Bis zur Mündung der Tauberbach nördlich von Brey war der Rhein dann die Grenze. Der Tauberbach grenzte an das kurkölnische Rhens. Die Westgrenze bildete nicht die Mosel, sondern eine Linie auf den zur Mosel abfallenden Höhen. Später wurde auch diese Grenze nicht mehr gehalten. Die Ausdehnung umfasste damit neben der Reichsstadt Boppard noch die Ortschaften Brey, Ober- und Niederspay, Salzig sowie rechtsrheinisch Kestert, Prath, Camp, Bornhofen und Filsen.